# Make It Happen (canção)
"Make It Happen" é uma canção da artista musical estadunidense Mariah Carey. Foi escrita e produzida por Carey, David Cole (do C+C Music Factory) e Robert Clivillés. Lançada em 4 de abril de 1992 pela Columbia Records, a música serviu como o terceiro single de Emotions, segundo álbum de Mariah Carey. A faixa tem influências de pop, R&B e música dançante, com interpolações de gospel em sua ponte. Descrita pelo autor Chris Nickson como a música mais pessoal e inspiradora de Carey (até "Hero"), fala de suas lutas pessoais antes de sua ascensão à fama, e como sua fé em Deus a ajudou a motiva-la.
A música foi elogiada pelos críticos de música, muitos dos quais aplaudiram a incorporação de Carey em vários gêneros musicais, bem como o conteúdo lírico personalizado da música. Além de sua aceitação crítica, "Make It Happen" teve sucesso nos Estados Unidos, mas teve um desempenho fraco internacionalmente em comparação com seus singles anteriores. Ele alcançou o número 5 na Billboard Hot 100 e terminou em número 42 no gráfico de fim de ano da Billboard. A música alcançou o número 7 no Canadá e o top 40 no Reino Unido e na Austrália, mas não alcançou o top 50 na Alemanha e Países Baixos.
O videoclipe da música foi filmado em uma igreja semelhante a uma catedral. Um evento beneficente, intitulado "Save Our Church", apresenta Carey como a artista principal, liderando um coro na música enquanto canta para os aplausos constantes da multidão. Além da mensagem de oração e religião do vídeo, ele apresenta homens e mulheres de diferentes origens. Carey incluiu a música no set list de todas as suas turnês de concertos ao longo de sua carreira, e a faixa foi incluída em seus álbuns de compilação Greatest Hits (2001), Playlist: The Very Best of Mariah Carey (2010), and The Essential Mariah Carey (2012).

## História
Quando criança, Carey viveu com sua mãe Patricia em um pequeno apartamento em Long Island, Nova York. Eles eram pobres e tiveram que se mudar várias vezes, pois Patricia encontrou empregos diferentes. Como resultado, Carey frequentemente se transferia para diferentes escolas e, aos dezessete anos, ela se mudou para um pequeno estúdio de Manhattan com outras jovens para seguir uma carreira na música. Ela já havia começado a trabalhar em sua fita demo com Ben Margulies, um colega de classe em sua escola em Huntington, Long Island. Durante esse período, ela viveu um estilo de vida de pobreza, muitas vezes compartilhando uma caixa de espaguete com seus cinco colegas de quarto e usando sapatos rasgados. Ela ocupou vários empregos, enquanto fazia malabarismos na escola, escrevendo e gravando músicas.
Depois de terminar o colegial, Carey investiu mais tempo em sua música enquanto trabalhava esporadicamente em diferentes empregos. Ela começou a trabalhar para a cantora porto-riquenha Brenda K. Starr como cantora de fundo, na esperança de encontrar novas oportunidades e conhecer importantes executivos de gravação ao longo do caminho. Em uma festa de gala para os executivos da Sony, Starr deu uma cópia da fita demo de Carey a Tommy Mottola, CEO da Columbia Records. Mottola ficou suficientemente impressionado com a fita para assinar Carey na etiqueta. Dois anos depois, em 1991, Carey já estava escrevendo e gravando material para seu segundo álbum de estúdio, Emotions (1991). Durante os meses que passou conceituando o álbum, Carey decidiu escrever uma música que ilustrasse seu estilo de vida antes de seu sucesso. Ela achava que os ouvintes ouvindo sua história de riquezas poderiam inspirá-los a perseguir seus sonhos. Como resultado, Carey escreveu o que foi descrito pelo autor Chris Nickson como sua "música mais inspiradora" (até "Hero"), intitulada "Make It Happen".

## Recepção

### Resposta crítica
"Make It Happen" recebeu elogios de críticos de música, muitos dos quais elogiaram seu conteúdo lírico edificante. O crítico Allmusic, Stephen Thomas Erlewine nomeou a música como uma de suas duas principais músicas do Emotions, enquanto Jon Pareles, do The New York Times, chamou de "homilia evangélica pop edificante". Steve Morse, do The Boston Globe, escreveu: "[Sua] mensagem positiva também sobe através de um rearranjo do gospel. Depois de ouvi-lo, entendemos por que [Carey nomeou] a estrela do gospel, Shirley Caesar ... uma influência tão forte". Em uma crítica diferente ao álbum, Morse chamou "Make It Happen" de "glorioso" e o descreveu como "uma clara fatia da autobiografia espiritual". Em uma crítica para o Greatest Hits, em dezembro de 2001, Devon Powers, da PopMatters, chamou a letra da música de "poder através da oração" e descrevendo alguns de seus vocais como tendo "conotações religiosas". Rob Tannenbaum, da Rolling Stone, descreveu a faixa como "um conto choroso de como ela mantinha sua fé religiosa apesar dos tempos difíceis", enquanto elogiava seu "rosnado [vocal] superaquecido". O editor do Chicago Tribune, Jan DeKnock, chamou de "otimista" e "inspirador", já Mellisa A. Jacque do St. Petersburg Times escreveu: "Carey evoca uma força profunda e um amor pela vida, e a música tem uma sensação jazzística em sua escassez". O crítico do Chicago Sun-Times, Michael Corcoran, chamou de "composição mais ou menos" e a descreveu como uma produção de "zumbi dance-pop", embora ele tenha dito que a música foi recuperada pelos "vocais impressionantes" de Carey.

### Processo por direitos autorais
Carey, Cole, Clivillés e Sony Music Entertainment foram processados em junho de 1994 pelo compositor Kevin McCord, que acusou a faixa de incorporar elementos musicais significativos de sua canção de 1979, "I Want to Thank You", em "Make It Happen". McCord disse: "Se você ouvir os acordes no início da música, a semelhança é óbvia. São exatamente os mesmos acordes em uma tecla diferente"; ele também observou semelhanças líricas. O lado de Carey alegou inicialmente que McCord não tinha legitimidade para processar, mas o advogado de McCord mostrou que os proprietários dos direitos autorais da música haviam transferido seu interesse legal em "I Want to Thank You" a McCord, "em um esforço para julgar suas reivindicações". Embora um porta-voz de Carey tenha sustentado que as alegações de violação de direitos autorais eram falsas, McCord disse que recusou ofertas de assentamentos do campo de Carey. McCord finalmente aceitou uma oferta de acordo de cerca de 500.000 dólares.

## Composição
Após o sucesso de seu álbum de estreia, Carey desejou encerrar suas lutas pessoais antes de assinar com a Columbia. Ela esperava dar aos fãs uma ideia do que sua vida havia dois anos e instilar alívio ou inspiração neles. Na música, Carey canta "Não mais do que há três anos / eu fui abandonada e sozinha / Sem um centavo no meu nome / Tão jovem e com tanto medo / Sem sapatos adequados nos pés / Às vezes não conseguia até comer / muitas vezes chorei até dormir". Mais tarde na música, Carey canta "Mas eu ainda tinha que continuar/ lutei e orei / e finalmente encontrei meu caminho", recontando como sua fé a ajudou a guiá-la até sua carreira florescer e expressando aos ouvintes a importância de encontrar e conectando com Deus. O autor Chris Nickson escreveu o seguinte sobre a música, sua letra e composição:

Isso não era apenas uma fé em si mesma e em seu talento, mas também na capacidade de deixar ir, orar a Deus e confiar no que aconteceria. Essas foram, de longe, as palavras mais inspiradoras dela até hoje, deixando que os outros saibam que não importa o que eles estejam fazendo, não importa quão difíceis as coisas sejam, com a ajuda que eles conseguirão vencer. Musicalmente, a peça tinha um ritmo de dança contido, muito mowtownish, que devia um pouco mais ao gospel, com um coro - cantado por Mariah, Trey e Patrique - que surgiu gloriosamente do verso para repetir e dirigir e sua mensagem muito positiva em casa.

"Make It Happen" é uma música dançante que influencia os gêneros  pop, R&B e gospel; seu tempo é de 108 batimentos por minuto. A canção foi escrita e produzida por Carey e David Cole do C+C Music Factory e Robert Clivillés , e foi lançado como o terceiro e último single de seu segundo álbum de estúdio, Emotions. Emprega vários instrumentos musicais, incluindo piano, violão, baixo, orgão, e pandeiro. Além disso, Carey incorporou um coro da igreja na faixa, na faixa a ponte, que, segundo Nickson, ajudou a música a se tornar ainda mais um hino. A música é definida no tempo comum e é composta na tecla Ré menor. O alcance vocal de Carey abrange desde a nota baixa de C3 até a nota alta de G5, enquanto o refrão da música segue uma progressão de acordes de Gsus2 Gsus2–G–G/F–Em7–G/D–C–G/B–Am7.

## Desempenho comercial
O álbum de estreia de Carey vendeu mais de 15 milhões de cópias em todo o mundo e produziu quatro singles no topo das paradas na Billboard Hot 100. Embora "Emotions" tenha se tornado o quinto single número um de Carey nos EUA, as vendas do álbum Emotions pararam. Enquanto as vendas do Emotions continuavam despencando, a Columbia lançou "Make It Happen" como o terceiro single mundial do álbum. Após um forte impulso promocional para a música, ela alcançou o número 5 no Hot 100, tornando-se o mais baixo single de Carey nos EUA até esse ponto. Permaneceu no top 40 por 16 semanas e foi classificado no número 42 no Gráfico de fim de ano de 1992 da  Billboard. Em 22 de fevereiro de 1992, a edição da RPM, "Make It Happen" estreou no número 97 da parada de singles do Canadá. Em 16 de maio, a música alcançou sua posição de pico no número 7, permanecendo na parada de singles por 19 semanas.
O gráfico da música em toda a Austrália e Europa foi fraco em comparação com os singles anteriores de Carey (o single não foi lançado na Nova Zelândia, apesar da popularidade de Carey naquele país na época). Em 10 de maio de 1992, o Australian Singles Chart, "Make It Happen", estreou no número 45. Na semana seguinte, atingiu o pico de número 35 e passou cinco semanas dentro do gráfico. Da mesma forma, nos Países Baixos, a música alcançou um pico de 59 e passou apenas cinco semanas no Top 100 holandês. A música entrou no UK Singles Chart no número 20 na semana que terminou em 18 de abril de 1992. Na semana seguinte, a música subiu três posições em sua posição de pico e ficou no gráfico por cinco semanas. "Make It Happen" foi agraciado com o BMI Pop Award em 1992.

## Videoclipe

Ainda do videoclipe. Chris Nickson observou que muitas raças estão representadas e todas estão trabalhando em direção ao objetivo ajudar o povo da igreja

O videoclipe de "Make It Happen" foi dirigido por Marcus Nispel e apresenta Carey se apresentando em uma igreja fechada. Alisa Reyes, mais conhecida a partir de All That do Nickelodeon, aparece no palco com Mariah. Um benefício retratado no interior, intitulado "Save Our Church", envolve vários outros frequentadores da igreja que se reuniram lá para arrecadar dinheiro através da música. Quando o vídeo começa, os inspetores entram no prédio, pesquisando as instalações antes de seu fechamento. Logo depois, no entanto, Carey sobe ao palco com alguns cantores de fundo e logo se junta ao edifício por grupos de pessoas religiosas. Quando ela começa a tocar a música, um coro adicional se forma no pequeno palco com várias crianças pequenas nos níveis superiores. Vários músicos entram na sala à medida que o vídeo avança.
Em direção ao clímax do vídeo, a multidão começa a aplaudir Carey e cantar louvores. Nispel disse que acrescentou sons brutos adicionais, como aplausos, elogios e gritos, ao vídeo, para que pareça uma "experiência real e ao vivo". Em sua biografia de Carey, Nickson observou a inclusão de homens, mulheres e crianças de diferentes raças e idades: "O vídeo tentou incorporar e aprofundar a letra da música de crença religiosa e igualdade racial. O público, à medida que preenchiam no prédio empoeirado e deserto, era composta da seção transversal mais ampla possível: velhos e jovens (com forte ênfase nas crianças), aptos e deficientes, todas as raças e cores".

## Performances ao vivo
Carey performou "Make It Happen" na televisão ao vivo, durante apresentações de caridade e em inúmeras turnês. Sua primeira apresentação ao vivo da música foi uma versão acústica no programa de televisão MTV Unplugged em 1992, que foi lançado mais tarde no EP intitulado MTV Unplugged (1992). A performance de Carey foi gravada em 16 de março de 1992, no Kaufman Astoria Studios, em Queens, Nova York. O show contou com vários músicos, vocalistas de apoio e uma equipe de dez membros apenas para as filmagens e gravações. O show foi dirigido por Larry Jordan, que já havia trabalhado com Carey no videoclipe de "Someday". Nickson sentiu que a música era superior à versão de estúdio, devido à sua performance e vocais despojados:

A rugosidade desta versão teve sucesso de uma maneira que a versão gravada em 'Emotions' nunca conseguiu. Na atmosfera estéril de um estúdio, onde perfeição, tecnologia e overdubbing eram as regras, a espontaneidade não tinha lugar. No palco, foi valorizado, e esse desempenho teve. Todo mundo empurrou todo mundo um pouco mais longe, para criar algo maravilhoso, e a julgar pela resposta, a plateia percebeu, assim como Mariah quando a música terminou. Foi um momento raro, pelo qual os artistas de verdade se esforçam e não encontram o suficiente para se satisfazer.

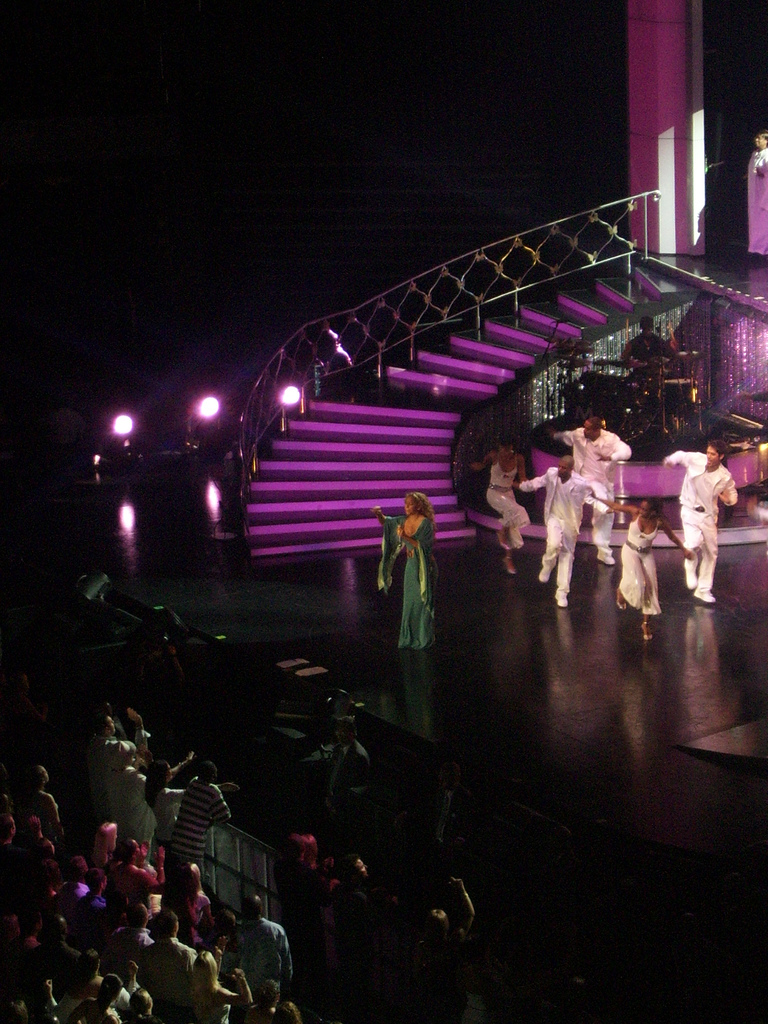
Carey performando "Make It Happen" na Flórida, durante sua turnê Adventures of Mimi

Carey apresentou "Make It Happen" em um show íntimo no Proctor Theatre em Nova York em 15 de julho de 1993. O show foi lançado como o vídeo caseiro Here Is Mariah Carey (1993). Na gravação do VH1 Divas em 1998, Carey foi a artista de abertura do evento, e depois de "My All", seu single na época, ela seguiu com "Make It Happen". Como durante as apresentações ao vivo da música, um coral gospel a acompanhando. Em 2 de julho de 2005, um concerto beneficente foi realizado no Hyde Park, em Londres, intitulado Live 8. O evento televisionado foi assistido por mais de 9,6 milhões de britânicos e contou com mais de 200.000. Carey tocou um set list de três músicas, abrindo com "Make It Happen", seguido de "Hero" e "We Belong Together", apresentando um coral ao vivo de crianças africanas durante as duas primeiras músicas. Em 12 de abril de 2005, Carey tocou a música como parte de um concerto de três músicas para o Good Morning America, atraindo a maior multidão na Times Square desde dezembro de 2004. Após uma versão ao vivo de "It's Like That" com Jermaine Dupri, Carey foi acompanhada no palco por vários vocalistas masculinos e femininos, todos vestindo vestidos brancos e servindo como um coral gospel. Da mesma forma, em 2 de outubro de 2009, Carey tocou um set list de quatro músicas no Rockefeller Center para uma gravação do The Today Show. "Make It Happen" foi realizado com um coral da igreja e um quarteto infantil.
Além das aparições na televisão e eventos de caridade, "Make It Happen" foi destaque no set list de várias turnês mundiais de Carey. A música foi tocada rotineiramente na Music Box Tour e na Daydream World Tour em 1993 e no início de meados de 1996, respectivamente. Durante seu primeiro show no Tokyo Dome, no Japão, em 7 de março de 1996, Carey tocou a música ao lado de um coral de 25 pessoas e vários músicos e vocalistas de fundo. "Make It Happen" foi apresentada por Carey na Butterfly World Tour no início de 1998, durante a qual ela se juntou ao palco por vários membros do coral e músicos. Da mesma forma, dois anos depois, a música foi colocada como a nona no set list durante datas selecionadas de sua turnê mundial Rainbow. Configurações semelhantes foram apresentadas para ela após a turnê mundial Charmbracelet e Adventures of Mimi, onde os coros da igreja foram trazidos para a música, além de outros vocalistas e músicos de fundo. No Angels Advocate Tour, a música serviu como um interlúdio de dançarina; Carey entrou durante a ponte da música. Em 26 de setembro de 2010, durante a apresentação da música em um show em Cingapura para essa turnê, Carey subiu ao palco, e o pequeno deslize foi responsabilizado pelos saltos de US $ 10.000 de Carey. Ela pediu ao assistente para removê-los e completou o show com os pés descalços. Carey começou a se apresentar pela primeira vez desde novembro de 2014 em sua segunda residência de concertos em Las Vegas, The Butterfly Returns (2018).

## Faixas
| CD maxi-single americano 1. "Make It Happen" (versão padrão) – 6:15 2. "Make It Happen" (versão Dub) – 7:27 3. "Make It Happen" (versão C+C Classic) – 5:22 4. "Make It Happen" (edição de rádio) – 4:52 5. "Make It Happen" (versão do LP) – 5:07 6. "Emotions" (Movimento Especial) – 4:45 12" single americano, 12" single britânico e Cassette single britânico 1. "Make It Happen" (versão padrão) – 6:15 2. "Make It Happen" (versão Dub) – 7:27 3. "Make It Happen" (versão C+C Classic) – 5:22 4. "Make It Happen" (versão do LP) – 5:07 | 7" single americano e 7" single britânico 1. "Make It Happen" (editada) – 4:05 2. "Emotions" (Movimento Especial) – 4:45 CD maxi-single britânico 1. "Make It Happen" (edição de rádio) – 4:52 2. "Make It Happen" (versão padrão) – 6:15 3. "Make It Happen" (versão Dub) – 7:27 4. "Make It Happen" (versão C+C Classic) – 5:22 5. "Make It Happen" (versão do LP) – 5:07 |  |

## Desempenho nas tabelas musicais
| Tabela musical (1992)                         | Melhor posição |
| --------------------------------------------- | -------------- |
| Alemanha (Offizielle Deutsche Charts)         | 74             |
| Austrália (ARIA)                              | 35             |
| Canadá (Top Singles)                          | 7              |
| Canadá (The Record)                           | 16             |
| Estados Unidos (Billboard Hot 100)            | 5              |
| Estados Unidos (Billboard Adult Contemporary) | 13             |
| Estados Unidos (Billboard Dance Club Songs)   | 16             |
| Estados Unidos (Billboard R&B/Hip-Hop Songs)  | 7              |
| Europa (European Hot 100 Singles)             | 44             |
| Países Baixos (Single Top 100)                | 59             |
| Reino Unido (UK Singles Chart)                | 17             |

| Tabela musical (1992)                            | Melhor posição |
| ------------------------------------------------ | -------------- |
| Canadá (RPM)                                     | 43             |
| Estados Unidos (Billboard Hot 100)               | 42             |
| Estados Unidos (Billboard Hot R&B/Hip-Hop Songs) | 80             |